# Cispius kimbius
Cispius kimbius là một loài nhện trong họ Pisauridae.
Loài này thuộc chi Cispius. Cispius kimbius được miêu tả năm 1978 bởi Blandin.